# Böhm-gyurgyalag
A Böhm-gyurgyalag (Merops boehmi) a madarak osztályának a szalakótaalakúak (Coraciiformes) rendjéhez, ezen belül a gyurgyalagfélék (Meropidae) családjához tartozó faj.

## Rendszerezése
A fajt Anton Reichenow német ornitológus írta le 1882-ben. Magyar és tudományos faji nevét Richard Böhm német zoológusról kapta.

## Előfordulása
Afrikában, a Kongói Demokratikus Köztársaság, Malawi, Mozambik, Tanzánia és Zambia területén honos. 
Természetes élőhelyei a szubtrópusi és trópusi síkvidéki esőerdők, valamint száraz szavannák és cserjések. Állandó, nem vonuló faj.

## Megjelenése
Testhossza 16 centiméter, testtömege 14,4-20 gramm.

## Életmódja
Rovarokkal táplálkozik, főleg méhekkel.

## Természetvédelmi helyzete
Az elterjedési területe rendkívül nagy, egyedszáma pedig stabil. A Természetvédelmi Világszövetség Vörös listáján nem fenyegetett fajként szerepel.